# Zavrelimyia maxi
Zavrelimyia maxi är en tvåvingeart som först beskrevs av Maurice Emile Marie Goetghebuer 1923.  Zavrelimyia maxi ingår i släktet Zavrelimyia och familjen fjädermyggor.
Artens utbredningsområde är Belgien. Inga underarter finns listade i Catalogue of Life.